# Římskokatolická farnost Krásné

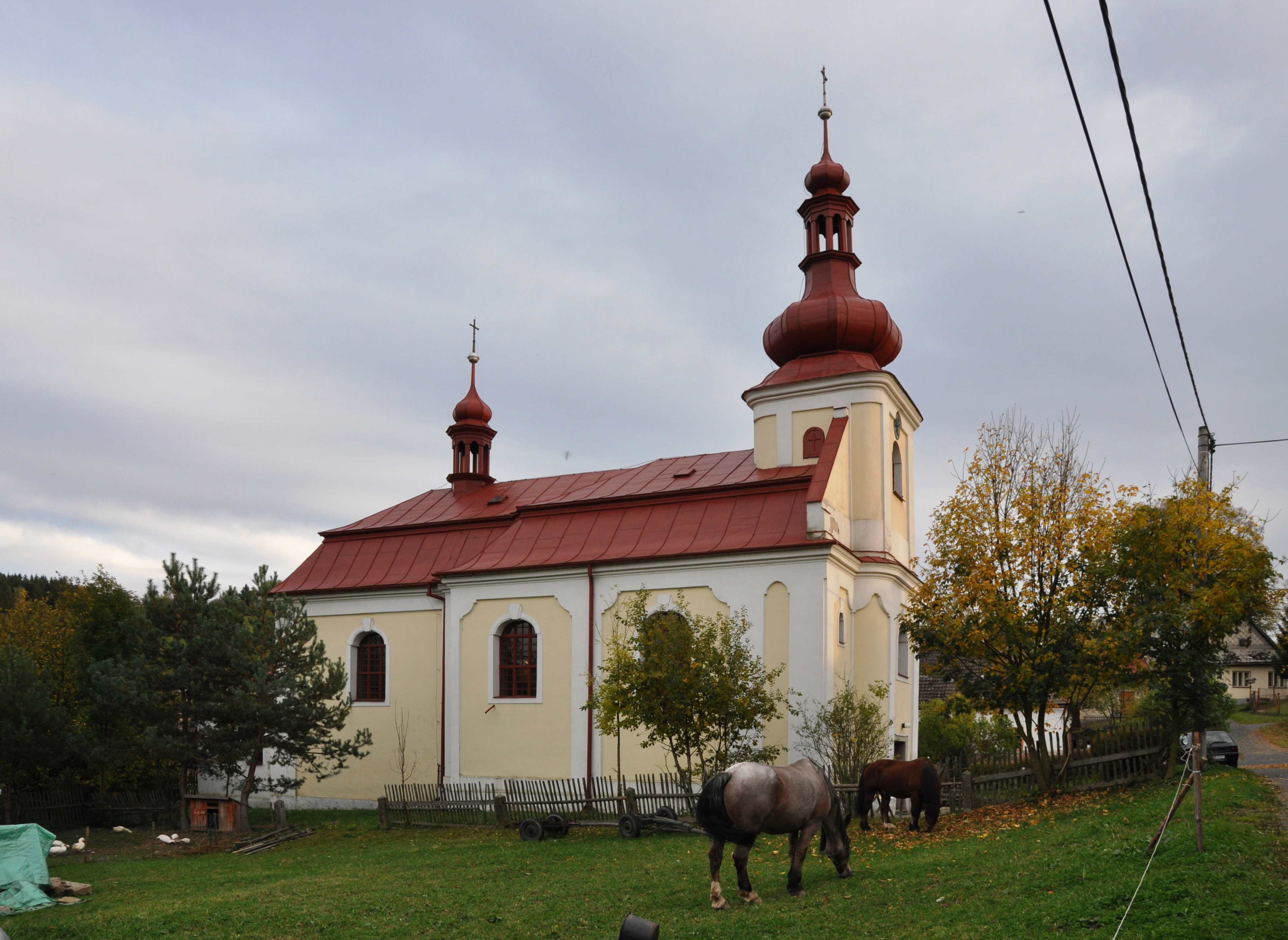
Kostel svatého Václava v Krásném

Římskokatolická farnost Krásné byla římskokatolická farnost v Česku. Jejím sídlem byla vesnice Krásné v okrese Žďár nad Sázavou s farním kostelem svatého Václava. Farnost byla součástí brněnské diecéze a roku 2007 byla zrušena sloučením do farnosti Sněžné na Moravě.

## Historie
Ves Krásné je poprvé připomínána v roce 1392, nicméně je mnohem starší. Románské okno ve zdi zdejšího kostela svatého Václava je datováno do doby kolem roku 1250.
V 17. století spadalo Krásné pod jimramovskou farnost, nicméně zde fungovala filiálka. V roce 1754 byla v Krásném zřízena lokálie, která se roku 1815 osamostatnila na farnost. Od roku 1999, kdy proběhla územně-správní reforma brněnské diecéze, spadala krásenská farnost do žďárského děkanství. K 14. únoru 2007 byla farnost zrušena a její území, tvořené vesnicemi Krásné, Daňkovice, Mrhov a Spělkov, se stalo součástí farnosti Sněžné na Moravě.

## Kostely a kaple
- kostel svatého Václava v Krásném (v době existence farnosti byl farním kostelem)[5]